# Kirks dik-dik
Kirks dik-dik eller kirkdikdik (Madoqua kirkii) är en antilopart som tillhör gasellantiloperna. Man hittar den i Tanzania, Namibia, Angola och de södra delarna av Kenya.

## Utseende
Kirks dik-dik har en pälsfärg som varierar beroende på var man hittar den. Men det gemensamma för alla dik-dikarna är att den har en lång snabelliknande nos och att den har en vit ring runt ögonen. Hornen är tunna och raka. Mankhöjden är mellan 35 och 43 centimeter och de väger mellan 4,5 och 6 kilo.

## Levnadssätt

### Socialt beteende
Kirks dik-dik håller mest till på busk- och trädsavanner, och gärna i närheten av klippor och stenpartier. Den lever oftast i par och håller ett revir som är mellan 5 och 20 hektar stort. Hanen har körtlar under ögonen som han markerar deras revirgränser med. Deras föda består av löv, skott, frukt och blommor.

### Fortplantning

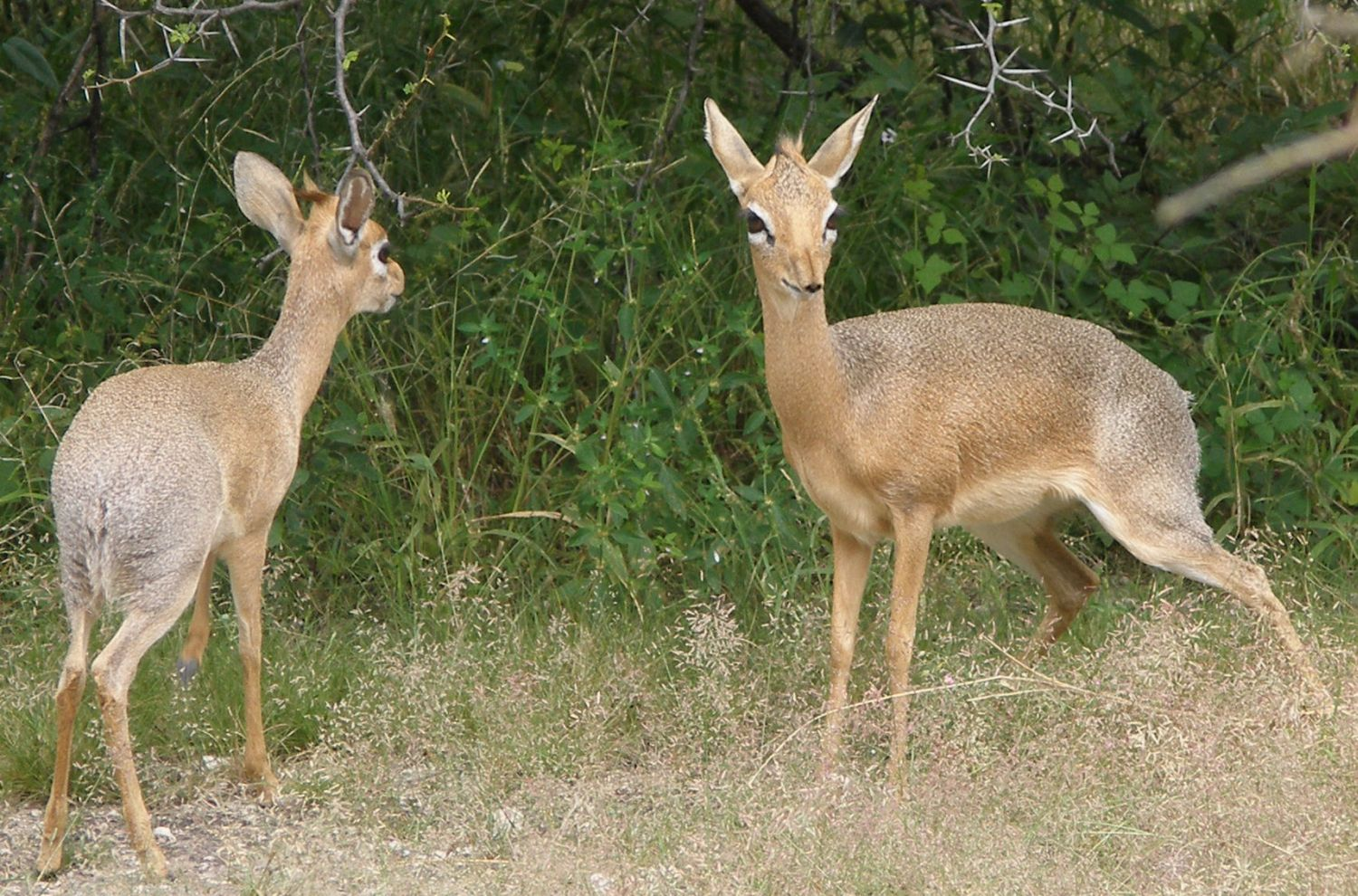
Två kirks dik-dikar i Etosha National Park, Namibia.

Dik-dik honan får i allmänhet två kalvar om året. Efter en dräktighet på ungefär 170 dagar föder honan en unge som ligger gömd de första två till tre veckorna. När ungarna är könsmogna jagar föräldrarna bort dem ifrån reviret.

### Predatorer
Det är de stora och medelstora rovdjuren som jagar dik-dikarna. Babian, örnar, varaner och pytonormar är några exempel på rovdjur som kan ta en dik-dik.